# ラニエーリ・ディ・ボルボーネ＝ドゥエ・シチリエ
ラニエーリ・ディ・ボルボーネ＝ドゥエ・シチリエ（イタリア語: Ranieri di Borbone-Due Sicilie, 1883年12月3日 - 1973年1月13日）は、カストロ系ボルボーネ＝シチリア家の家長、両シチリア王位請求者。カストロ公の儀礼称号を用いていた。

## 生涯
最後の国王フェルディナンド2世の異母弟アルフォンソとその妻マリーア・アントニエッタの五男として、カンヌで生まれる。
一時スペイン陸軍に所属していた。
1923年、ポーランド貴族ザモイスキ家出身で、母方の従妹であるマリア・カロリーナ・ザモイスカと結婚した。マリア・カロリーナとの間に1男1女を儲けた。
- マリア・デル・カルメン（1924年 - 2018年）
- フェルディナンド・マリア（1926年 - 2008年）

家長であった長兄のカラブリア公フェルディナンド・ピオが1960年に死去した後、新たな家長として一族の大多数から認められた。しかし、甥のカラブリア公アルフォンソ（次兄カルロ・タンクレーディの長男）が異議を唱えた。
次兄カルロ・タンクレーディはアルフォンソの母であるスペイン王女マリア・デ・ラス・メルセデスとの結婚に際して両シチリア王家の継承権を放棄し、代わってスペイン王子の身分を得ていた。にもかかわらず、アルフォンソは継承権の無効を認めず、自らが家長であると主張した。以後も家長の座を巡っては、両者の子や孫の間で係争が続いた。
1966年、ラニエーリは息子フェルディナンド・マリアに家長の地位とカストロ公の称号を譲った。アルフォンソの跡を継いだカラブリア公カルロとの争いで有利になるよう計らってのことであった。